# Variétés régionales du roumain
Pour un article plus général, voir Roumain.

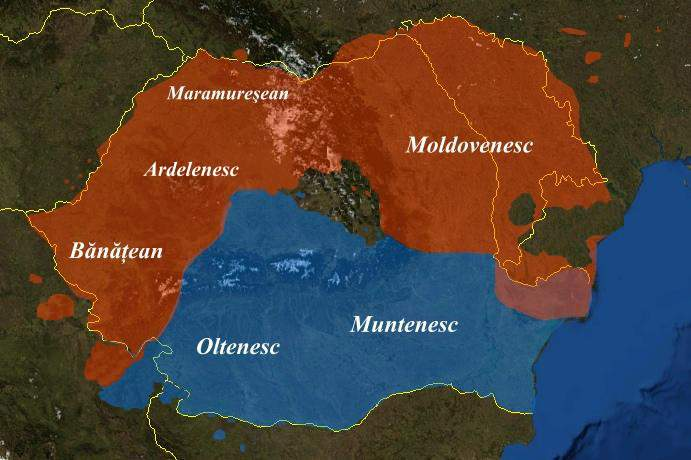
Les régiolecte du roumain : en rouge – septentrionaux (banatéen, crișanien, transylvain, marmatien et moldave), en bleu – méridionaux (olténien et munténien dont le dicien).

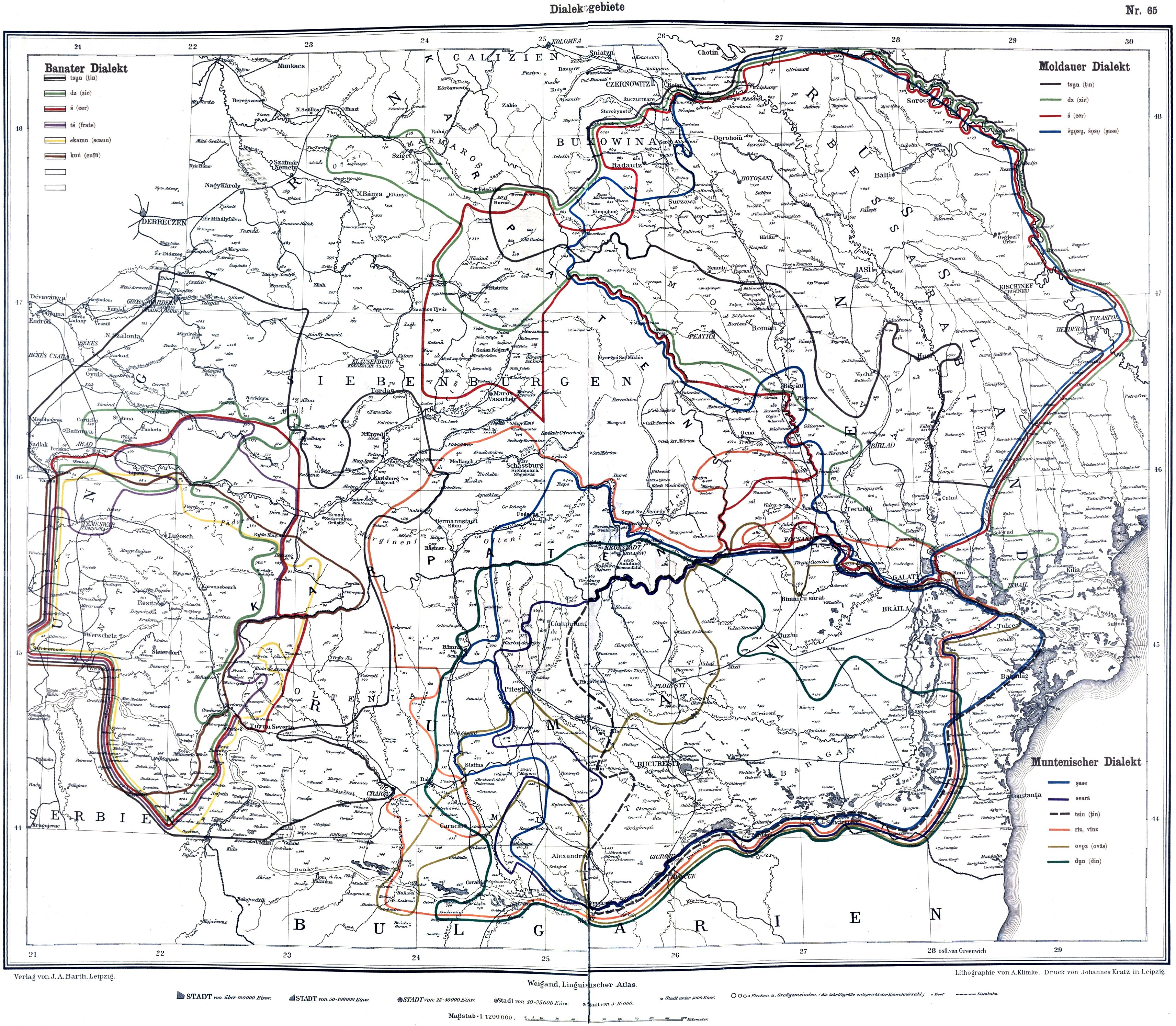
Atlas Weigand de 1908 des régiolectes du roumain.

Les variétés régionales du roumain ou régiolectes selon le vocabulaire des linguistes roumains du XXIe siècle, sont traditionnellement traitées de deux points de vue :
- Les linguistes qui ont initié la dialectologie du roumain, comme Gustav Weigand (de), Ovid Densușianu, Sextil Pușcariu, Alexandru Rosetti, Theodor Capidan (en), etc., et la plupart des linguistes roumains des XXe et XXIe siècles considèrent que les quatre idiomes romans orientaux (roumain de Roumanie et Moldavie, aroumain, mégléno-roumain et istro-roumain des Balkans) sont des dialectes d'une seule langue : le roumain. Ils dénomment « daco-roumain » le roumain de Roumanie et Moldavie quand ils le pensent nécessaire. Pour eux, le daco-roumain se subdivise en ce qu'ils appellent des subdialecte (« sous-dialectes ») ou graiuri (« parlers »)[1]. On utilisait encore le terme grai (au singulier) dans ce sens vers la fin du XXe siècle[2], mais les auteurs du XXIe siècle l'ont abandonné pour subdialect, et utilisent grai pour ses subdivisions[3].
- Une minorité de linguistes roumains, comme George Giuglea (en), Alexandru Graur (en), Ion Coteanu etc. considèrent les quatre idiomes romans orientaux comme des langues à part entière. Ils dénomment « roumain » la langue parlée en Roumanie et Moldavie, dont ils considèrent les variétés régionales comme des dialecte (« dialectes »), subdivisés en graiuri (approximativement « parlers »).

Les idiomes romans de l'est (roumain, istro-roumain, aroumain et mégléno-roumain) ne sont que très partiellement inter-compréhensibles ; en revanche, les « régiolectes du roumain » présentent une intelligibilité mutuelle d'un degré beaucoup plus grand que les dialectes allemands, par exemple.
Cet article utilise les termes des linguistes du premier groupe ci-dessus, à savoir « régiolectes du roumain », subdivisés en « groupes de parlers » et « parlers ».

## Configuration dialectale du roumain
La configuration dialectale du roumain, c'est-à-dire le nombre de régiolectes, leur classification et leur hiérarchisation, ont toujours fait l'objet de débats. Selon certains linguistes il n'y a que deux régiolectes, celui du Nord ou « moldave » (moldovenesc en roumain), et celui du Sud ou « munténien » (muntenesc en roumain). D'après d'autres auteurs il existe trois régiolectes : moldave, munténien et « banatéen » (bănățean en roumain). D'autres chercheurs en comptent quatre : moldave, munténien, banatéen, et de Crișana » (crișean en roumain). Pour d'autres encore il y en a cinq : moldave, munténien, banatéen, de Crișana et du Maramureș. Ce sont les régiolectes retenus par la plupart de linguistes au XXe et au XXIe siècle siècles. À ces régiolectes, certains linguistes ajoutent d'autres variétés, certaines appelées « de transition », mais dont ils soutiennent l'autonomie. Certains considèrent comme un régiolecte l'olténien (oltean), d'autres celle du pays d'Oaș (oșean). L'existence de vingt régiolectes roumains fut soutenue par le linguiste Gheorghe Ivănescu.
Ces divergences sont dues au fait que les différences enregistrées dépendent des régiolectes concrets que l'on compare entre eux. La distinction est assez nette entre le moldave et le munténien, mais le banatéen est peu différent du parler de Crișana, d'un côté, et du munténien, de l'autre. Les différences sont encore moindres entre l'olténien et le munténien.
De vives controverses existent autour des variétés transylvaines au sens strict, c'est-à-dire sans le Banat, la Crișana, le pays d'Oaș et le Maramureș. La plupart des linguistes les considèrent comme appartenant aux régiolectes voisins, bien qu'on leur reconnaisse un certain nombre de traits communs distincts. Par contre, certains linguistes soutiennent l'existence d'un régiolecte transylvain couvrant aussi la Crișana et le Maramureș, avec des traits qui le distinguent nettement du moldave, du munténien et du banatéen, mais qui est plus morcelé en variétés plus petites que ceux-ci. Ils y distinguent quatre groupes de parlers : transylvain du Nord-Est, transylvain du Centre-Sud, de Crișana et du Maramureș mais en l'état actuel du débat, l'adjectif « transylvain » est surtout géographique.
Ci-après sont succinctement traités cinq régiolectes : le munténien, le banatéen, celui de Crișana, celui du Maramureș et le moldave.

## Groupe des régiolectes méridionaux

### Régiolecte munténien
Ce régiolecte est celui des Roumains vivant en Munténie et en Dobroudja du Nord, mais aussi dans les judeţe transylvains de Sibiu et de Brașov et dans le nord de la Bulgarie. Il est divisé en quatre groupes de parlers : central (la majeure partie de la Munténie), du nord-est de la Munténie, de la Dobroudja du Nord et de la Transylvanie du Sud.

#### Caractéristiques
| Phénomène | Exemple dialectal        | Correspondant dans la langue standard | Traduction                    |
| --- | ------------------------ | ------------------------------------- | ----------------------------- |
| palatalisation de [ʃ] devant [ə], qui devient [e]                                                                               | ușe loje                 | ușă lojă                              | porte loge                    |
| [d] purement dental suivi de [ə], [ɨ]                                                                                           | dăștept dân              | deștept din                           | intelligent de                |
| dissimilation de [e] en [i], surtout sous l'influence d'un [e] frappé de l'accent tonique                                       | fetili caprili           | fetele caprele                        | les filles les chèvres        |
| au passé composé, la forme de la 3e personne du pluriel du verbe auxiliaire identique à la forme de la 3e personne du singulier | ei/ele a venitără        | ei/ele au venit                       | ils/elles sont venu(e)s       |
| au passé composé, participe avec le suffixe -ără                                                                                | ei/ele a venitără        | ei/ele au venit                       | ils/elles sont venu(e)s       |
| à l'indicatif présent, la forme de la 3e personne du pluriel identique à celle du singulier                                     | ei/ele bea               | ei/ele beau                           | ils/elles boivent             |
| au futur avec l'auxiliaire a vrea « vouloir », la forme de la 3e personne du pluriel identique à celle du singulier             | ei/ele va bea            | ei/ele vor bea                        | ils/elles boiront             |
| le verbe a vrea utilisé au passé composé en tant que verbe modal                                                                | am vrut să cad           | era să cad                            | j'ai failli tomber            |
| a veni « venir » utilisé en tant qu'auxiliaire d'aspect                                                                         | vine și/de crește        | începe să crească                     | commence à croître            |
| a veni auxiliaire de la diathèse passive                                                                                        | grinda vine așezată aici | grinda este așezată aici              | la poutre est placée ici      |
| confusion des prépositions după « après » et de pe « qui est sur »                                                              | floarea după/dupe masă   | floarea de pe masă                    | la fleur qui est sur la table |
| de utilisé en tant que pronom relatif                                                                                           | omul de vine             | omul care vine                        | l'homme qui vient             |
| complément d'objet direct avec la préposition la (valeur d'article partitif)                                                    | mănâncă la pâine         | mănâncă pâine                         | il/elle mange du pain         |
| l'adverbe mai « plus » devant le pronom réfléchi                                                                                | nu mai mă duc            | nu mă mai duc                         | je n'y vais plus              |
| l'adverbe decât en construction restrictive utilisé sans la négation n(u)                                                       | am decât două mere       | n-am decât două mere                  | je n'ai que deux pommes       |

Lexique :
| Phénomène               | Exemple dialectal | Sens dans la langue standard | Correspondant dans la langue standard | Traduction                                     |
| ----------------------- | ----------------- | ---------------------------- | ------------------------------------- | ---------------------------------------------- |
| mots à sens spécifiques | ginere            | gendre                       | mire                                  | marié (au moment du mariage)                   |
| mots d'origine turque   | peșchir perdea    | rideau                       | prosop adăpost pentru vite            | serviette (pour s'essuyer) abri pour le bétail |
| mots d'origine grecque  | dârmon            |                              | ciur                                  | tamis                                          |

Le lexique du régiolecte munténien parlé en Dobroudja présente la particularité de contenir des vocables d'origines très diverses, à cause des spécificités de l'histoire de cette région. Celle-ci a fait partie de l'Empire ottoman jusqu'en 1878, à la différence des principautés de Valachie et de Moldavie, qui étaient tributaires de l'empire mais autonomes. À côté des Roumains autochtones appelés dicieni par l'ethnographe George Vâlsan (en), y vivaient depuis des siècles des Grecs pontiques, des Tatars, des Turcs, des Gagaouzes, des Bulgares, des Russes vieux-croyants, des Arméniens, des Roms et autres. Dès avant 1878, des Roumains de Munténie, de Moldavie et même de la Transylvanie du Sud y séjournaient temporairement en tant qu'ouvriers agricoles saisonniers ou bergers transhumants. D'autres s'y réfugiaient pour échapper aux obligations fiscales ou militaires. Certains y sont restés. Lorsque, en 1878, la Roumanie indépendante a intégré la Dobroudja du Nord, d'autres Roumains de Munténie, d'Olténie, de Moldavie et du Banat s'y sont installés, ainsi que, dans les années 1920, des Aroumains venus de Macédoine. En conséquence, le lexique des Roumains dobrogéens, jadis appelés « Diciens », contient des mots de tous leurs régiolectes d'origine, ainsi que des emprunts des langues des autres ethnies. Certains auteurs considèrent la Dobroudja comme une zone de « mosaïque dialectale ».

#### Sources écrites
Les premières attestations écrites du roumain (la Lettre de Neacşu de 1521 et environ 50 documents manuscrits ultérieurs), ainsi que la première dizaine de textes imprimés en roumain reflètent les caractéristiques du régiolecte munténien. C'est la base du roumain standard, qui n'a pas repris toutes leurs spécificités, mais au contraire, en a beaucoup rejeté, surtout pour ce qui est de la morphologie du verbe.

#### Groupe des parlers olténiens
Ce groupe de parlers est répandu en Olténie (sauf la partie orientale du județ d'Olt), dans le Nord-Ouest de la Bulgarie et en Serbie (chez les Timochènes des Portes de Fer).

##### Caractéristiques
| Phénomène                                                    | Exemple dialectal                          | Correspondant dans la langue standard | Traduction                        |
| ------------------------------------------------------------ | ------------------------------------------ | ------------------------------------- | --------------------------------- |
| diphtongues [aj], [əj], [oj], [uj] devant [kʲ] et [gʲ]       | straichină răichită ureiche oichi păduiche | strachină răchită ureche ochi păduche | écuelle saule oreille œil pou     |
| introduction d'un [i] entre deux consonnes initiales de mot  | hirean                                     | hrean                                 | raifort                           |
| [i] devant deux consonnes initiales de mot                   | ișcoală                                    | școală                                | école                             |
| [i] > [ɨ], [a] > [ə], [e̯a] > [a], après [t͡s], [s], [z], [r]  | zâce țălină măsa                           | zice țelină măsea                     | il/elle dit céleri dent (molaire) |
| pronom démonstratif féminin pluriel spécifique               | ăștea                                      | astea                                 | celles-ci                         |
| utilisation du passé simple (pour des actions très récentes) | cântai                                     | am cântat                             | je chantai                        |
| adverbes pour trois degrés de proximité/éloignement          | (a)ici – aci(a) – acolo                    | aici – acolo                          | ici – là – là-bas                 |
| forme archaïque de l'impératif négatif au pluriel            | nu cântareți!                              | nu cântați!                           | ne chantez pas !                  |

Lexique :
| Phénomène               | Exemple dialectal | Sens dans la langue standard | Correspondant dans la langue standard | Traduction                 |
| ----------------------- | ----------------- | ---------------------------- | ------------------------------------- | -------------------------- |
| mots archaïques         | arm               |                              | șold                                  | hanche                     |
| mots spécifiques        | a străfiga        |                              | a strănuta                            | éternuer                   |
| mots à sens spécifiques | cotoi             | matou                        | picior de pasăre                      | pilon (cuisse) de volaille |

## Groupe des régiolectes septentrionaux

### Régiolecte banatéen
Ce régiolecte est caractéristique pour le Banat roumain, le Sud du județ d'Arad, le Sud du Hunedoara, pour les Roumains de Serbie vivant en Voïvodine. On distingue trois groupes de parlers : du Sud (y compris la Voïvodine) du Nord-nord-ouest et du Nord-est (y compris la région de Hațeg).

#### Caractéristiques
Ce régiolecte comporte beaucoup d'archaïsmes phonologiques, morphologiques et lexicaux. Son trait phonologique principal, par rapport au roumain standard, est un système vocalique riche et équilibré.
| Phénomène                                                                  | Exemple dialectal         | Correspondant dans la langue standard | Traduction                                |
| -------------------------------------------------------------------------- | ------------------------- | ------------------------------------- | ----------------------------------------- |
| [ane] latin > [ɨne]                                                        | câne                      | câine                                 | chien                                     |
| [e] > [ə], [i] > [ɨ], [e̯a] > [a] après [s], [ʃ], [t͡s], [z]                 | să rupe orășan țân zâc    | se rupe orășean țin zic               | se rompt citadin je tiens je dis          |
| [a] tonique > [ʌ]                                                          | ['fʌtə]                   | fată                                  | fille                                     |
| [e] tonique > [ɛ] devant une syllabe contenant un [e]                      | ['pɛre]                   | pere                                  | poires                                    |
| [o̯a] > [ɒ]                                                                 | ['pɒrtə]                  | poartă                                | portail                                   |
| [t͡ʃ] > [ʃʲ] devant [e] et [i]                                              | șier                      | cer                                   | ciel                                      |
| [d͡ʒ] > [ʒʲ] devant [e] et [i]                                              | jier                      | ger                                   | gel                                       |
| chute de [ʲ] final de mot après les consonnes fricatives et affriquées     | [uʃ] [pot͡s]               | uși poți                              | portes tu peux                            |
| chute de [ʲ] final de mot après [n] et palatalisation complète de celui-ci | ['wɒmeɲ]                  | oameni                                | hommes, humains                           |
| [t] > [t͡ɕ] devant [e] et [i]                                               | frace                     | frate                                 | frère                                     |
| [d] > [d͡ʑ] devant [e] et [i]                                               | ges                       | des                                   | dense                                     |
| [n] + [e]/[i] latin > [ɲ]                                                  | cuni                      | cui                                   | clou                                      |
| [u.wa] > [u.va]                                                            | a luva                    | a lua                                 | prendre                                   |
| [a.wud] > [abd]                                                            | labd                      | laud                                  | je vante                                  |
| [a.wut] > [apt]                                                            | capt                      | caut                                  | je cherche                                |
| article possessif à forme unique                                           | a tău, a ta a tăi, a tale | al tău, a ta ai tăi, ale tale         | le tien, la tienne les tiens, les tiennes |
| formes du verbe a fi « être » devenues pronominales                        | mi-s ni-s vi-s            | (eu) sunt suntem sunteți              | je suis nous sommes vous êtes             |
| forme ancienne de l'auxiliaire du conditionnel présent                     | (v)reaș zișie             | aș zice                               | je dirais                                 |
| sous l'influence du serbe, préfixes marquant l'aspect perfectif            | m-am zăuitat              | am uitat                              | j'ai oublié                               |

Lexique :
| Phénomène                        | Exemple dialectal | Correspondant dans la langue standard | Traduction                                                     |
| -------------------------------- | ----------------- | ------------------------------------- | -------------------------------------------------------------- |
| le suffixe lexical -oni/-oane    | iepuroni nemțoane | iepuroi nemțoaică                     | lièvre (mâle) (femme) allemande                                |
| mots archaïques d'origine latine | nat               | individ                               | individu                                                       |
| mots d'origine serbe             | goșt              | musafir                               | hôte, invité                                                   |
| mots d'origine allemande         | farbă             | vopsea                                | peinture (couche de couleur, couleur préparée avec un liquide) |

#### Sources écrites
Palia de la Orăștie (L'Ancien Testament d'Orăștie) (1582) comporte des spécificités dialectales du Banat. C'est des parlers banatéens que le roumain standard a adopté au XIXe siècle, à l'initiative de Ion Heliade Rădulescu, la désinence -au de la 3e personne du pluriel de l'imparfait de l'indicatif, différente de celle de la même personne du singulier : ei mergeau « ils allaient », ei făceau « ils faisaient ».
Le régiolecte banatéen est le seul à avoir été et à être encore le terrain d'expériences littéraires modernes. Un auteur relativement connu d'œuvres de ce genre est Victor Vlad Delamarina (en) (1870-1896). Au début du XXIe siècle, cette littérature a connu un certain renouveau. En 2002 a été fondée l'Association des écrivains en banatéen, avec sa revue Tăt Bănatu-i fruncea (Toujours le Banat à l'avant-garde). À Uzdin, en Voïvodine, fonctionne l'Association littéraire et artistique « Tibiscus », qui s'occupe de littérature dialectale roumaine. Ce régiolecte est également cultivé dans des émissions de radio et de télévision.

### Régiolecte de Crișana
Le régiolecte de Crișana se répartit en trois groupes de parlers : du Bihor, qui s'étend sur le județ de Bihor et le județ d'Arad aussi, ainsi que sur les localités habitées par les Roumains de Hongrie) ; du pays des Moți ; de la vallée du Someș. Les linguistes Emil Petrovici et Ion Coteanu ajoutent aux régiolecte de Crișana les parlers du pays d'Oaș. Dans une grande partie de la Transylvanie sont présents des parlers de transition entre ceux de Crișana, de Moldavie et de Munténie.

#### Caractéristiques
| Phénomène                                                                                        | Exemple dialectal                    | Correspondant dans la langue standard | Traduction                                |
| ------------------------------------------------------------------------------------------------ | ------------------------------------ | ------------------------------------- | ----------------------------------------- |
| nasalisation des voyelles                                                                        | [o'pitə̃'trjagə̃'strajt͡sə]             | o pâine-ntreagă în traistă            | un pain entier dans la musette            |
| [ane] latin > [ɨne]                                                                              | câne                                 | câine                                 | chien                                     |
| [e] > [ə], [i] > [ɨ], [e̯a] > [a] après [s], [ʃ], [t͡s], [z]                                       | să rupe orășan țân zâc               | se rupe orășean țin zic               | se rompt citadin je tiens je dis          |
| [e̯a] > [a] après [t], [d], [l], [n] palatalisés                                                  | ['cakə] [ɟal] [ʎak] [ɲam]            | teacă deal leac neam                  | fourreau colline remède parent            |
| [e] tonique > [ɛ] devant une syllabe contenant un [e]                                            | ['pɛre]                              | pere                                  | poires                                    |
| [o̯a] > [ɒ]                                                                                       | ['pɒrtə]                             | poartă                                | portail                                   |
| [d͡ʒ] > [ʒ]                                                                                       | jer                                  | ger                                   | gel                                       |
| palatalisation des consonnes occlusives dentales devant [e] et [i] (peut être de divers degrés)  | [tʲej] ou [cej] [dʲintʲe] ou [ɟince] | tei dinte                             | tilleul dent                              |
| palatalisation de [n] devant [e] et [i]                                                          | ['biɲe] ['domɲi]                     | bine domnii                           | bien les messieurs                        |
| palatalisation de [k] et [p] devant [e] et [i]                                                   | [cej] [pʲej] ou [cej]                | chei piei                             | clés peaux                                |
| [e̯a] tonique et atone > [ɛ]                                                                      | [lumɛ]                               | lumea                                 | le monde                                  |
| [ɨj] > [ij]                                                                                      | întii                                | întâi                                 | premier                                   |
| introduction de [k] entre [s] et [l]                                                             | sclab                                | slab                                  | faible, maigre                            |
| introduction de [a] initial de mot                                                               | anumără                              | numără                                | il/elle compte                            |
| rhotacisme de [n] dans le parler du pays des Moți                                                | lură                                 | lună                                  | lune                                      |
| génitif/datif archaïque de l'article défini                                                      | omuli                                | omului                                | de l'homme / à l'homme                    |
| article possessif à forme unique                                                                 | a tău, a ta a tăi, a tale            | al tău, a ta ai tăi, ale tale         | le tien, la tienne les tiens, les tiennes |
| formes spécifiques du verbe a fi « être »                                                        | îs îi                                | sunt este, e                          | je suis, ils/elles sont il/elle est       |
| formes spécifiques de la 3e personne du singulier et du pluriel de l'auxiliaire du passé composé | o făcut, or făcut                    | a făcut, au făcut                     | il/elle a fait, ils/elles ont fait        |
| conjonction spécifique du subjonctif dans les parlers de Bihor                                   | și merg                              | să merg                               | que j'aille                               |
| forme spécifique, composée, de l'indicatif plus-que-parfait                                      | m-am fo dusă                         | mă dusesem                            | j'étais allé(e)                           |
| conditionnel passé avec l'auxiliaire a vrea « vouloir » au passé composé                         | o vu(t) hori                         | ar fi cântat                          | il/elle aurait chanté                     |
| l'auxiliaire après le verbe principal                                                            | Făcut-ai foc? Duce-m-oi.             | Ai făcut foc? Mă voi duce.            | Tu as fait du feu ? Je vais m'en aller.   |

Lexique :
| Phénomène                   | Exemple dialectal | Sens dans la langue standard | Correspondant dans la langue standard | Traduction      |
| --------------------------- | ----------------- | ---------------------------- | ------------------------------------- | --------------- |
| archaïsmes d'origine latine | vă!               |                              | mergi!, du-te!                        | va !            |
| mots spécifiques            | nari              |                              | nas                                   | nez             |
| mots à sens spécifiques     | a cânta           | chanter                      | a plânge                              | pleurer         |
| mots d'origine hongroise    | a cuștuli         |                              | a gusta                               | goûter          |
| mots d'origine allemande    | firhang           |                              | perdea                                | rideau, voilage |

### Régiolecte du Maramureș
Le régiolecte du Maramureș est répandu principalement dans le Maramureș historique, qui se trouve dans la partie du județ de Maramureș actuel située au nord des Monts Gutâi, et dans l'oblast de Transcarpatie ukrainienne. Les linguistes qui ne comptent pas les parlers du pays d'Oaș parmi ceux de Crișana, les considèrent comme faisant partie du régiolecte du Maramureș.

#### Caractéristiques
Phonologie :
| Phénomène                                                                   | Exemple dialectal         | Correspondant dans la langue standard | Traduction                       |
| --------------------------------------------------------------------------- | ------------------------- | ------------------------------------- | -------------------------------- |
| [ane] latin > [ɨne]                                                         | câne                      | câine                                 | chien                            |
| [e] > [ə], [i] > [ɨ], [e̯a] > [a] après [s], [ʃ], [t͡s], [d͡z]                 | să rumpe orășan țân dzâc  | se rupe orășean țin zic               | se rompt citadin je tiens je dis |
| [e̯a] > [a] après [t], [d], [l], [n] palatalisés                             | ['cakə] [ɟal] [ʎak] [ɲam] | teacă deal leac neam                  | fourreau colline remède parent   |
| fermeture de [e] atone, sauf final de mot                                   | oamini                    | oameni                                | hommes, humains                  |
| [e] > [ə] après [t͡ʃ] et [d͡ʒ]                                                | [t͡ʃər] [d͡ʒər]             | cer ger                               | ciel gel                         |
| [e] tonique > [ɛ] devant une syllabe contenant un [e]                       | ['pɛre]                   | pere                                  | poires                           |
| [o̯a] > [ɒ]                                                                  | ['pɒrtə]                  | poartă                                | portail                          |
| chute de [ʲ] final de mot après les fricatives et les affriquées            | [uʃ] [nut͡ʃ] [pot͡s]        | uși [uʃʲ] nuci [nut͡ʃʲ] poți [pot͡sʲ]   | portes noix (pluriel) tu peux    |
| chute de [ʲ] final de mot après [n] et palatalisation complète de celui-ci  | ['wɒmiɲ]                  | oameni                                | hommes, humains                  |
| [de] latin > [d͡zə]                                                          | Dumnedzău                 | Dumnezeu                              | Dieu                             |
| [di] latin > [d͡zɨ]                                                          | dzâc                      | zic                                   | je dis                           |
| [du] latin > [d͡zu]                                                          | vădzut                    | văzut                                 | vu                               |
| palatalisation complète des consonnes occlusives dentales devant [e] et [i] | [cej] [ɟince]             | tei dinte                             | tilleul dent                     |
| palatalisation complète de [k] devant [e] et [i]                            | [cej]                     | chei                                  | clés                             |
| palatalisation de [f] et [v] devant [e] et [i]                              | sier zin                  | fier vin                              | fer vin                          |
| palatalisation de [l] devant [e]                                            | ['pɛriʎe]                 | perele                                | les poires                       |
| [l] > [w] devant les occlusives, dans l'Oaș                                 | aub autu caudură meuc     | alb altul căldură melc                | blanc autre chaleur escargot     |
| palatalisation de [n] devant [e] et [i]                                     | ['biɲe] ['domɲi]          | bine domnii                           | bien les messieurs               |
| dépalatalisation des affriquées                                             | ['t͡ʃɒrə] [d͡ʒam] ['tsavə]  | cioară geam țeavă                     | corneille vitre tuyau            |
| introduction de [ɲ] entre [m] et [j]                                        | [mɲel]                    | miel                                  | agneau                           |
| introduction de [c] entre [p] et [j] ou [i]                                 | ['pcatrə]                 | piatră                                | pierre                           |

Morphosyntaxe :
| Phénomène                                                                                             | Exemple dialectal                | Correspondant dans la langue standard   | Traduction                                                                       |
| --- | -------------------------------- | --------------------------------------- | -------------------------------------------------------------------------------- |
| article possessif à forme unique                                                                      | a tău, a ta a tăi, a tale        | al tău, a ta ai tăi, ale tale           | le tien, la tienne les tiens, les tiennes                                        |
| forme spécifique unique de la 3e personne du singulier et du pluriel de l'auxiliaire du passé composé | o făcut                          | a făcut, au făcut                       | il/elle a fait, ils/elles ont fait                                               |
| chute des syllabes après celle tonique dans les verbes                                                | ce-i fa                          | ce vei face                             | qu'est-ce que tu vas faire                                                       |
| désinence spécifique de la 1re personne du pluriel de l'indicatif présent aux 2e et 3e conjugaisons   | ave duce                         | avem ducem                              | nous avons nous portons                                                          |
| chute des syllabes après celle tonique au vocatif                                                     | mătu! [ɟo]!                      | mătușă! Gheorghe!                       | ma tante ! Georges !                                                             |
| formes spécifiques de l'auxiliaire du futur a vrea « vouloir »                                        | oi / îi / a / om / îț / or mânca | voi / vei / va / vom / veți / vor mânca | je vais / tu vas / il/elle va / nous allons / vous allez / ils/elles vont manger |
| forme spécifique du plus-que-parfait de l'indicatif                                                   | am fo dzâsă                      | zisesem                                 | j'avais dit                                                                      |
| emploi archaïque de l'infinitif                                                                       | S-o dus a ara.                   | S-a dus să are.                         | Il est allé labourer.                                                            |
| l'auxiliaire après le verbe principal                                                                 | Făcut-ai foc? Duce-m-oi.         | Ai făcut foc? Mă voi duce.              | Tu as fait du feu ? Je vais m'en aller.                                          |

Lexique :
| Phénomène                                              | Exemple dialectal | Sens dans la langue standard | Correspondant dans la langue standard | Traduction             |
| ------------------------------------------------------ | ----------------- | ---------------------------- | ------------------------------------- | ---------------------- |
| grande fréquence du suffixe diminutif -uc(ă)           | slăbuc            |                              | slăbuț                                | maigrelet              |
| suffixe diminutif -ucă au féminin et au neutre pluriel | piciorucă         |                              | piciorușe                             | petits pieds           |
| mots archaïques d'origine latine                       | sărune            |                              | tărâțe cu sare                        | son (de céréales) salé |
| mots spécifiques                                       | cătilin           |                              | încet                                 | doucement, lentement   |
| mots à sens spécifiques                                | cocon             | petit monsieur               | copilaș                               | petit enfant           |
| mots d'origine ukrainienne                             | a cușăi           |                              | a gusta                               | goûter                 |

## Régiolecte moldave
C’est le régiolecte usité en Moldavie historique, incluant d'une part la Moldavie occidentale roumaine avec la Bucovine du Sud roumaine, et d'autre part la Moldavie orientale incluant la Bucovine du Nord appartenant à l'Ukraine et la République de Moldavie avec la Transnistrie, ainsi que le Boudjak ukrainien. Hors de cette région historique moldave, le régiolecte dit moldave est aussi usité dans une partie de la Transylvanie du Nord-est (județ de Bistrița-Năsăud), certaines parties des judeţe de Mureș, Harghita et Covasna, la Munténie du Nord-est (județe de Brăila et de Buzău), le nord du județ de Tulcea (en Dobroudja du Nord).
La notion linguistique de « régiolecte moldave » ne doit pas être confondue avec celle politique de « langue moldave » désignant le roumain standard aux XXe et XXIe siècles en URSS et dans les États issus de la dislocation de celle-ci, dont la Transnistrie, ainsi qu'en République de Moldavie par les forces politiques pro-russes. En conséquence, la dénomination officielle légale de la langue parlée en république de Moldavie a longtemps été double : jusqu'à la loi no 52 du 16 mars 2023, elle était appelée « Moldave » (limba moldovenească /'limba moldoven'e̯ascə/ aux termes de l’article 13 de la Constitution : c’est le nom utilisé par les slavophones et les pro-russes), mais « Roumain » (limba română /'limba ro'mɨnə/ aux termes de la déclaration d’indépendance de 1991 et de l’arrêt n° 36 de la Cour constitutionnelle du 5 décembre 2013 : c’est le nom utilisé par les pro-européens et par la Roumanie). En République de Moldavie, ces deux dénominations concernaient aussi bien le parler populaire moldave que la langue moderne officielle en Moldavie et Roumanie. La loi no 52 du 16 mars 2023 modifiant l'article 13 de la Constitution a mis fin à cette ambiguïté et seule la dénomination « Roumain » est désormais légale et officielle en République de Moldavie.

### Caractéristiques
| Phénomène                                                                                             | Exemple dialectal                   | Correspondant dans la langue standard   | Traduction                                                                       |
| --- | ----------------------------------- | --------------------------------------- | -------------------------------------------------------------------------------- |
| [e̯a] finale de mot > [ɛ]                                                                              | [vi'nɛ]                             | venea                                   | venait                                                                           |
| fermeture de [ə] atone                                                                                | [sɨ 'vinɨ]                          | să vină                                 | qu'il/elle vienne                                                                |
| fermeture de [e] atone                                                                                | fetili                              | fetele                                  | les filles                                                                       |
| [e] > [ə], [i] > [ɨ], [e̯a] > [a] après [s], [ʃ], [t͡s], [z]                                            | sî rupi orășan zamă țân             | se rupe orășean zeamă țin               | se rompt citadin liquide je tiens                                                |
| chute de [ʲ] final de mot après les fricatives et les affriquées                                      | [uʃ] [pot͡s]                         | uși [uʃʲ] poți [pot͡sʲ]                  | portes tu peux                                                                   |
| [de] latin > [d͡ze]                                                                                    | dzece                               | zece                                    | dix                                                                              |
| [di] latin > [d͡zɨ]                                                                                    | dzâc                                | zic                                     | je dis                                                                           |
| [t͡ʃ] > consonne proche de [ʃ]                                                                         | șier                                | cer                                     | ciel                                                                             |
| [d͡ʒ] > consonne proche de [ʒ]                                                                         | jier                                | ger                                     | gel                                                                              |
| palatalisations : [b] > [g], [p] > [k], [m] > [ɲ], [v] > [ʒ]                                          | ghini chiept [ɲik] jin              | bine piept mic vin                      | bien poitrine petit vin                                                          |
| article possessif à forme unique                                                                      | a tău, a ta a tăi, a tale           | al tău, a ta ai tăi, ale tale           | le tien, la tienne les tiens, les tiennes                                        |
| les pronoms personnels dânsul, dânsa, dânșii, dânsele se référant à des inanimés aussi                | Uiti masa. Puni lingurili pi dânsa. | Uite masa. Pune lingurile pe ea.        | Voilà la table. Mets les cuillers dessus.                                        |
| forme spécifique unique de la 3e personne du singulier et du pluriel de l'auxiliaire du passé composé | o făcut                             | a făcut, au făcut                       | il/elle a fait, ils/elles ont fait                                               |
| formes spécifiques de l'auxiliaire du futur a vrea « vouloir »                                        | oi / îi / a / om / îț / or mânca    | voi / vei / va / vom / veți / vor mânca | je vais / tu vas / il/elle va / nous allons / vous allez / ils/elles vont manger |
| participe avec de                                                                                     | trebuii di spus                     | trebuie spus                            | il faut dire                                                                     |

Lexique :
| Phénomène                                      | Exemple dialectal | Sens dans la langue standard | Correspondant dans la langue standard | Traduction        |
| ---------------------------------------------- | ----------------- | ---------------------------- | ------------------------------------- | ----------------- |
| mots spécifiques                               | agud              |                              | dud                                   | mûrier            |
| mots à sens spécifiques                        | moș               | vieillard                    | unchi                                 | oncle             |
| mots d'origine ukrainienne                     | hulub             |                              | porumbel                              | pigeon            |
| mots d'origine russe (surtout à l'est du Prut) | cori              |                              | rujeolă                               | rougeole          |
| mots d'origine turque                          | bostan            | citrouille                   | pepene                                | pastèque          |
| mots d'origine grecque                         | colțun            |                              | ciorap                                | bas (le vêtement) |

### Sources écrites
Le document écrit le plus ancien comportant des caractéristiques moldaves date de 1566. Les parlers moldaves ont eu un rôle important dans la formation du standard du roumain, surtout par les œuvres des chroniqueurs Grigore Ureche, Miron Costin et Ion Neculce, puis d'écrivains tels Vasile Alecsandri, Ion Creangă, Mihai Eminescu et Mihail Sadoveanu.

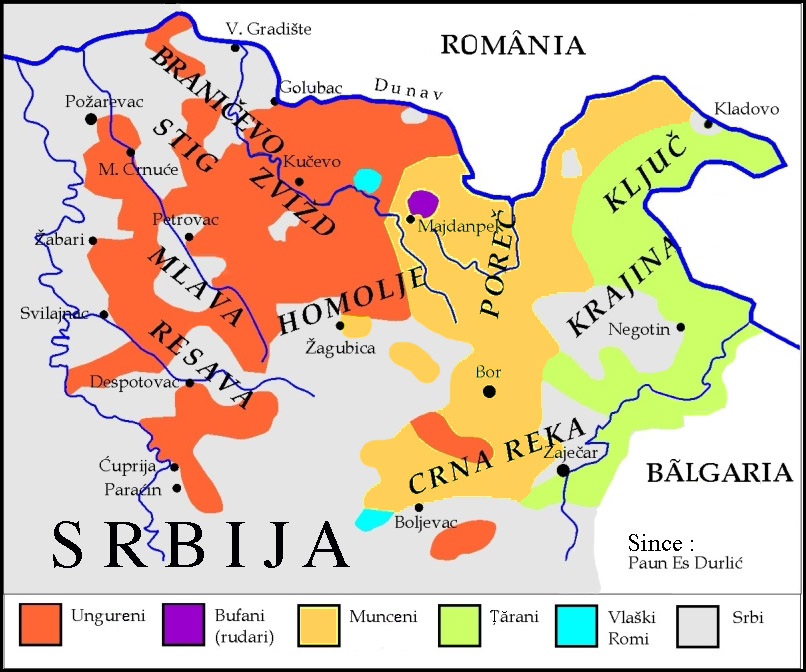
Les 4 communautés de roumanophones des Portes de Fer et de la vallée du Timok, d'après Paun Durlić, auxquels s'ajoutent les Roms "valaques" de langue roumaine.

## Les parlers des Roumains desPortes de Feret de la vallée du Timok
Ces parlers sont proches pour une partie de ceux du Banat, pour une autre partie de ceux d’Olténie, puisque leurs locuteurs proviennent de ces régions. Leur situation est particulière. Le pouvoir yougoslave, puis le pouvoir serbe les appelait vlasi (Valaques), bien qu’ils ne soient pas assimilables aux Aroumains, aux Mégléno-roumains et aux Istro-roumains, qu’on a l’habitude de dénommer par cette appellation commune. Les Roumains du Timok étaient en même temps considérés comme une ethnie différente des Roumains de Voïvodine, ne bénéficiant, à la différence de ceux-ci, ni d'enseignement ni de liturgie en leur langue. Ce n'est qu’en août 2007 que le gouvernement serbe a reconnu leur statut de minorité nationale et le fait que leur langue maternelle est le roumain. Les Serbes continuent à les appeler et eux-mêmes s'appellent vlasi en serbe, mais dans leur parler ils s’identifient comme rumâni (Roumains).